# La Passion de Dodin Bouffant
Pour plus de détails, voir Fiche technique et Distribution.
La Passion de Dodin Bouffant est un film franco-belge écrit et réalisé par Trần Anh Hùng, sorti en 2023.
Il s'agit de l'adaptation assez libre du roman suisse La Vie et la Passion de Dodin-Bouffant gourmet (1924) de Marcel Rouff. Le scénario amalgame deux relations décrites dans le livre : celle entre Dodin et sa maîtresse Eugénie, devenue personnage central, puis celle entre Dodin et celle qui deviendra sa femme, Adèle, mais qui n’est qu’évoquée dans le film.
Le film est présenté en « compétition officielle » au Festival de Cannes 2023, où il remporte le prix de la mise en scène.
Il est également sélectionné pour représenter la France pour l'Oscar du meilleur film en langue étrangère en 2024,.

## Synopsis
En France vers 1885, Eugénie travaille depuis vingt ans comme cuisinière pour le célèbre gastronome Dodin. Elle est considérée comme excellente dans son domaine. Cela s'explique notamment par le temps qu'Eugénie a passé en cuisine avec Dodin. Au fil des années, une passion affectueuse s'est développée entre eux. De leur amour commun pour la gastronomie naissent des plats uniques, savoureux et délicats. Eugénie, femme éprise de liberté, n'a cependant jamais voulu épouser Dodin. Elle tombe malade. Il décide alors de cuisiner lui-même pour la première fois pour sa bien-aimée.

## Fiche technique
Sauf indication contraire, les informations mentionnées dans cette section peuvent être confirmées par la base de données cinématographiques Unifrance,  présente dans la section « Liens externes ».
- Titre original et francophone : La Passion de Dodin Bouffant
- Réalisateur et scénario : Trần Anh Hùng
- Direction artistique : Tran Nu Yên-Khê
- Décors : Toma Baquéni
- Costumes : Tran Nu Yên-Khê
- Photographie : Jonathan Ricquebourg
- Montage : Mario Battistel
- Son : François Waledisch
- Production : Olivier Delbosc, Cédric Iland et Bastien Sirodot
- Sociétés de production : Curiosa Films et Umedia ; Gaumont et France 2 Cinéma (coproductions)
- Sociétés de distribution : Gaumont ; Athena Films (Belgique), Frenetic Films (Suisse romande) et Métropole Films Distribution (Québec)
- Pays de production :  France /  Belgique
- Langue originale : français
- Format : couleur — son Dolby Digital
- Genre : drame, historique, romance
- Durée : 134 minutes
- Dates de sortie :
  - France : 24 mai 2023 (Festival de Cannes) ; 8 novembre 2023 (sortie nationale)
  - Belgique, Suisse romande : 8 novembre 2023
  - Québec : 10 novembre 2023

## Distribution
- Benoît Magimel : Dodin Bouffant
- Juliette Binoche : Eugénie
- Galatéa Bellugi : Violette
- Emmanuel Salinger : Rabaz
- Patrick d'Assumçao : Grimaud
- Jan Hammenecker : Magot
- Frédéric Fisbach : Beaubois
- Bonnie Chagneau-Ravoire : Pauline
- Yannik Landrein : le père de Pauline
- Sarah Adler : la mère de Pauline
- Jean-Marc Roulot : Augustin
- Mhamed Arezki : le prince
- Clément Hervieu-Léger : l'envoyé du prince
- Pierre Gagnaire : l’officier de bouche du prince
- Chloé Lambert : une candidate

## Production

### Génèse et développement
En mars 2021, Juliette Binoche annonce sa préparation d'un film signé Trần Anh Hùng, « avec Gilles Lellouche. Cela se passe dans les cuisines et salons au XIXe siècle, le scénario est magnifique », confie-t-elle. La Passion de Dodin Bouffant est le septième long métrage de Trần Anh Hùng, Vietnamien d'origine, vivant en France, qui a également écrit le scénario. Il s'inspire du roman éponyme de l'auteur suisse Marcel Rouff (1877-1936), paru en 1924, et de l'écrivain français en gastrosophie Jean Anthelme Brillat-Savarin (1755-1826).

### Attribution des rôles
Juliette Binoche et Benoît Magimel sont  engagés pour interpréter les rôles principaux d'Eugénie et de Dodin, tous deux ayant également été en couple dans le privé pendant un certain temps. Il s'agit pour les deux acteurs de leur deuxième collaboration après le film en costumes Les Enfants du siècle (1999) de Diane Kurys, dans lequel ils interprétent le couple d'amoureux George Sand et Alfred de Musset. Le chef cuisinier français Pierre Gagnaire, récompensé par 14 étoiles au guide Michelin, est appelé comme conseiller technique pour les plats présentés dans le film, où il tient un petit rôle. L'historien français Patrick Rambourg participe également au film en tant que conseiller historique culinaire,.

### Tournage
Le tournage a lieu, entre le 31 mars et le 18 mai 2022, en Maine-et-Loire, dans la région d'Anjou, précisément au château du Raguin à Chazé-sur-Argos pendant deux mois et au château de Brissac à Brissac Loire Aubance.

### Avant-première
Pour son premier jour d'exploitation, le film fut diffusé entre autres, à l'occasion du festival cinématographique Arrière cuisine à Tours, aux Cinémas Studio, avec un débat animé par Kilien Stengel.
Le film est choisi à l'automne pour représenter la France à l'Oscar du meilleur film étranger. La décision suscite une certaine incompréhension, car beaucoup s'attendaient à voir choisi Anatomie d'une chute, qui a eu beaucoup plus de succès en salles.

## Box office
| Pays ou région      | Box-office                    | Date d'arrêt du box-office | Nombre de semaines |
| ------------------- | ----------------------------- | -------------------------- | ------------------ |
| France              | 229 978 entrées               | terminé                    | 9                  |
| États-Unis          | 252 000 entrées - 2 640 000 $ | en cours                   | 6                  |
| Allemagne           | 174 384 entrées               | en cours                   | 6                  |
| Italie              | 111 460 entrées               | en cours                   | 6                  |
| Royaume-Uni Irlande | 60 000 entrées                | terminé                    | 5                  |
| Australie           | 36 000 entrées                | en cours                   | 6                  |
| Corée du Sud        | 32 000 entrées                | en cours                   | 2                  |
| Monde hors France   | 1 544 941 entrées             | en cours                   | 9                  |
| Total mondial       | 1 774 919 entrées             | en cours                   | 9                  |

## Distinctions
Le film est proposé par le CNC pour représenter la France aux Oscars, mais n'a pas été retenu.

### Récompense
- Festival de Cannes 2023 : prix de la mise en scène

### Nominations
- César 2024[17] :
  - Meilleure photographie
  - Meilleurs costumes
  - Meilleurs décors